# Rogeria creightoni
Rogeria creightoni är en myrart som beskrevs av Roy R. Snelling 1973. Rogeria creightoni ingår i släktet Rogeria och familjen myror. Inga underarter finns listade i Catalogue of Life.

## Bildgalleri

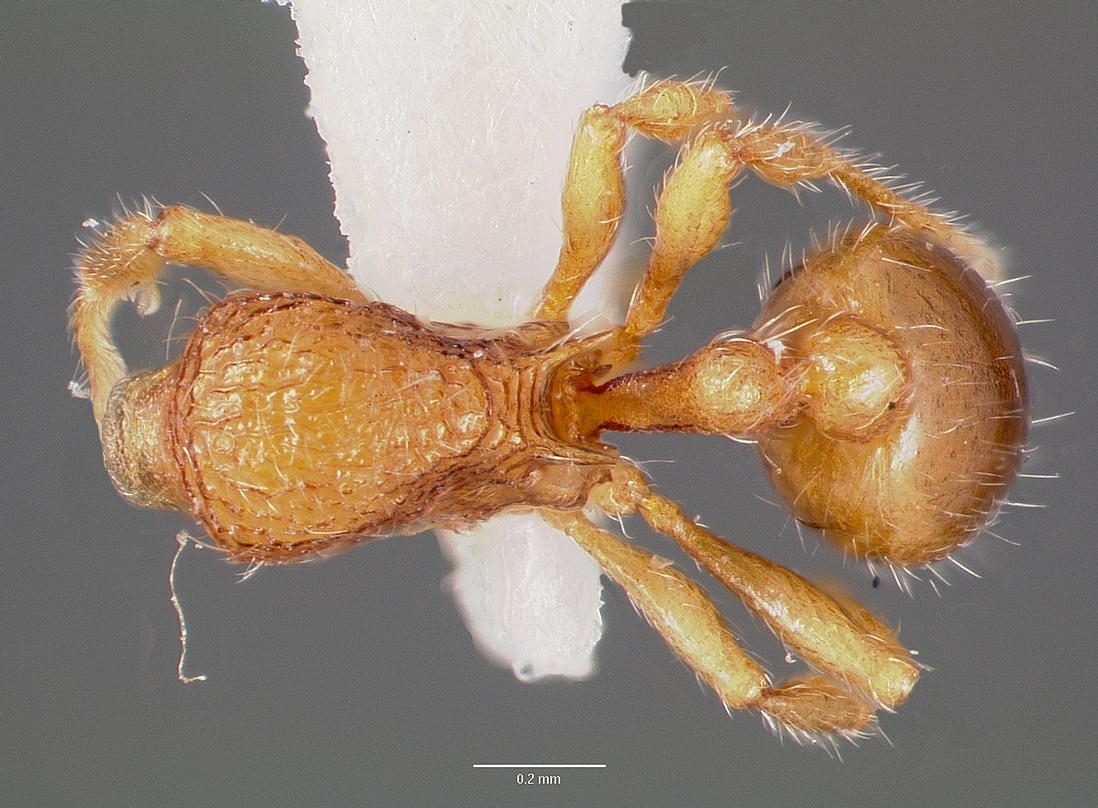
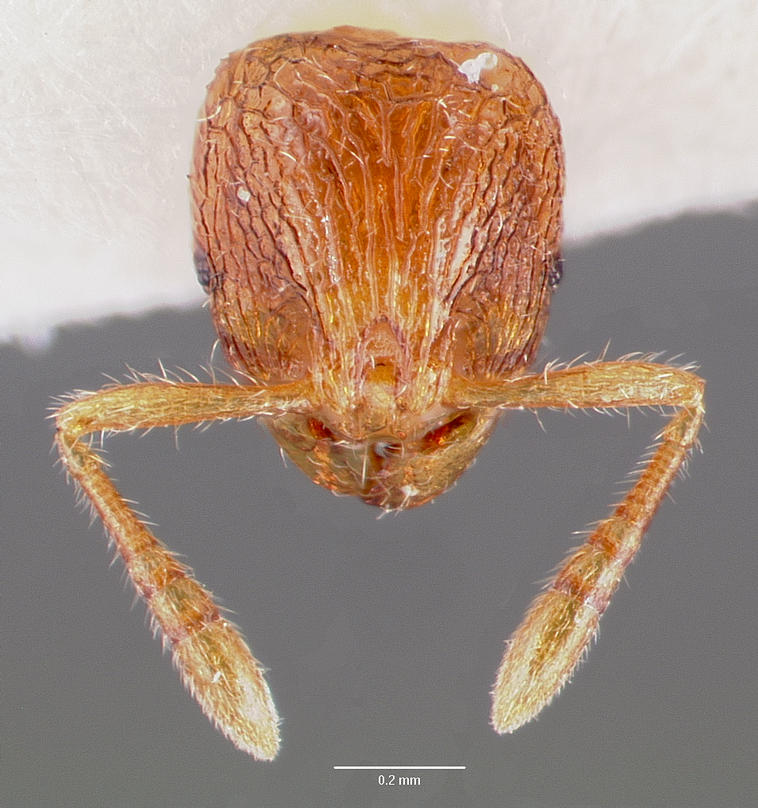
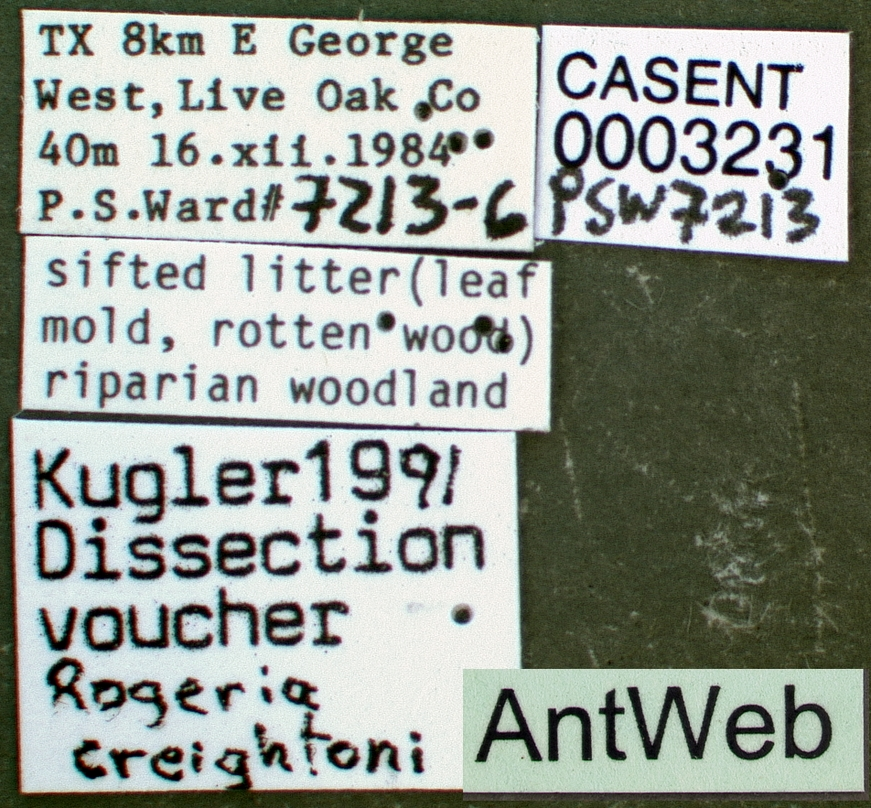
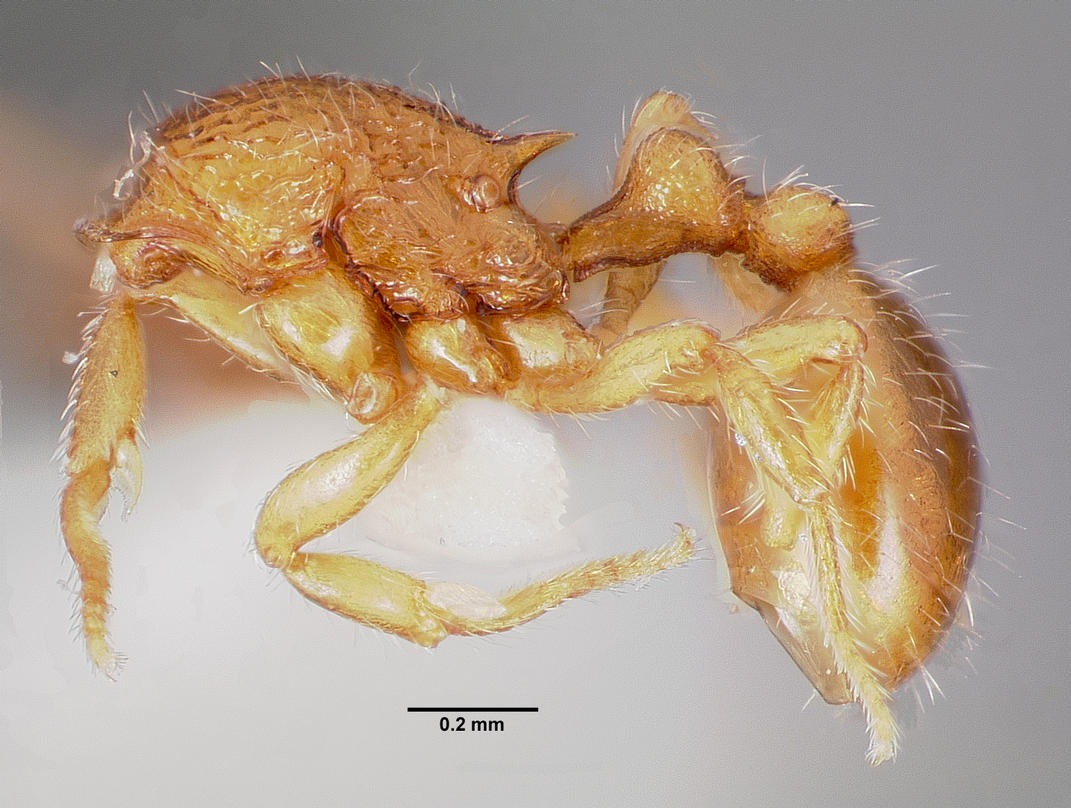
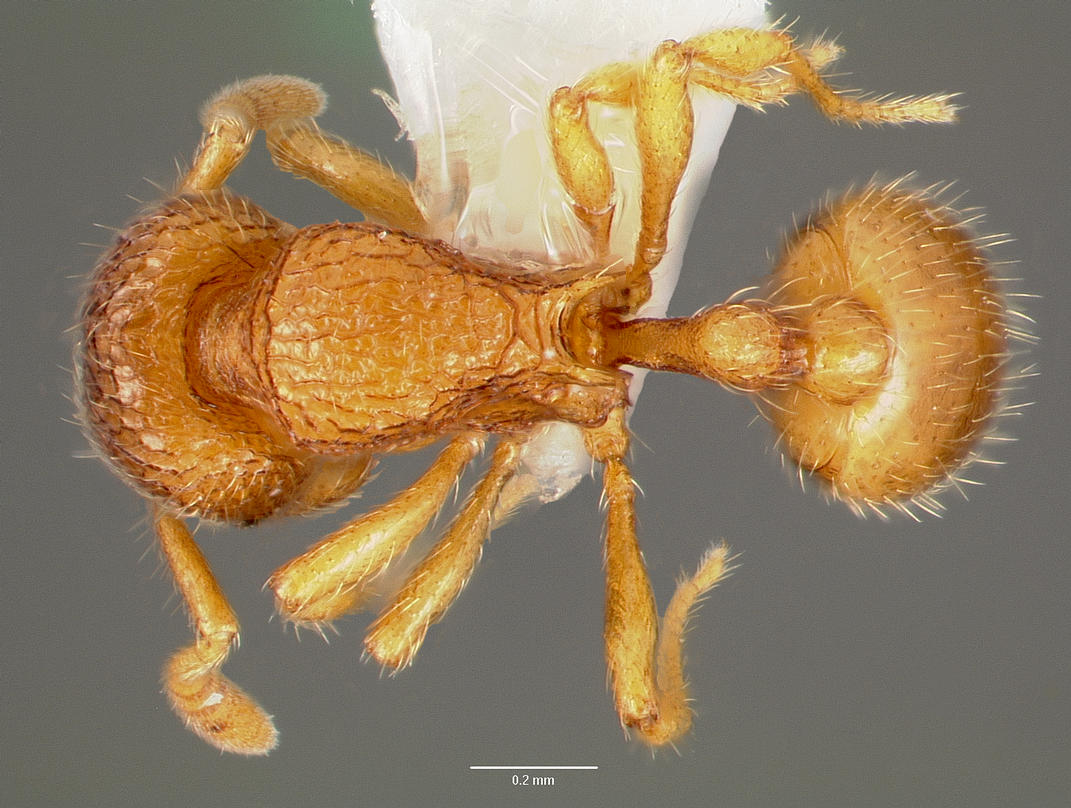
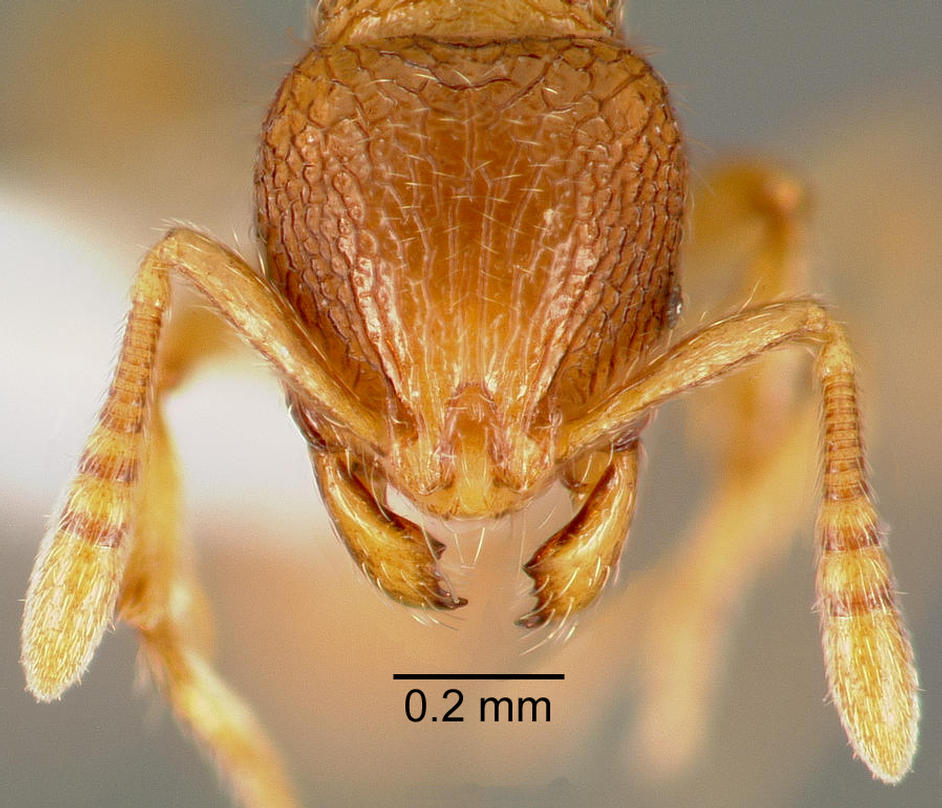